# Kredyt rolowany
Kredyt rolowany – jest to kredyt, w którym bank wielokrotnie przedłuża termin jego spłaty przez okres ustalony w umowie. Kredyt rolowany ma kilka następujących cech:
1. Okres, w ciągu którego kredyt jest rolowany, jest zwykle kilkuletni.
2. Okres, na jaki kredyt jest przedłużony, nie jest dłuższy niż rok.
3. Oprocentowanie kredytu jest zmienne, jego wysokość ustalana jest w terminie kolejnych rolowań.
4. Jeżeli kredyt został udzielony w walucie obcej, wówczas w terminie każdego kolejnego rolowania kredytobiorca może wybrać walutę kredytu.

W umowie kredytu bank zastrzega sobie, że:
- Sytuacja finansowa i gospodarcza kredytobiorcy nie uległa pogorszeniu
- Kredytobiorca posiada zdolność kredytową
- Wartość ustalonego zabezpieczenia nie ulegnie zmniejszeniu